# Jackie Loughery
Jacqueline V. Loughery (cunoscută uneori sub numele de Evelyn Avery; n. 18 aprilie 1930, New York City, New York, SUA – d. 23 februarie 2024, Los Angeles, California, SUA) a fost o actriță americană și câștigătoare a unui concurs de frumusețe, încoronată, Miss Rockaway Point” în 1949, înainte de a fi încoronată  1952 și, mai târziu, prima câștigătoare a concursului Miss Statele Unite (Miss Statele Unite 1952).

## Primii ani
Jacqueline V. Loughery a apărut pe 18 de abril de 1930 și a început să crio în Flatbush, Brooklyn, Nueva York, la hija de Joseph y Ellen Loughery. A participat la Academia Sf. Francis Xavier pentru tinere domnișoare.

## Carrera

### Miss SUA
În 1952, Loughery a obținut titlul de Miss USA după aceea a doua votare a primit o atitudine în primul loc. Loughery, pelirroja, a reprezentat a United States en el primer certain de Miss Universo, unde quedó novena.

### Divertisment
Loughery a apărut în mai multe filme, între ele la comedia din 1956 Pardners cu Martin și Lewis și el drama de 1957 The D.I., 
cu Jack Webb, cu quien se casó en 1958.
În 1951, Loughery a apărut într-un breve program de varietati Seven at Eleven. În 1954, a fost ajutat de Johnny Carson în programul de scurtă durată Earn Your Vacation.
În 1956, a coprotagonizat împreună cu Edgar Buchanan și Jack Buetel la seria de televiziune de sindicato western Judge Roy Bean, care a interpretat rolul din sobrina din juez Roy Bean, Lettys.
În 1957-58, a făcut cinci apariții ca invitate în The George Burns and Gracie Allen Show; Trei ca „Joyce Collins” și alte două ca „Vicki Donovan”. În 1963, apareció en Perry Mason ca la acusada de asesinato (pero absuelta) Nell Grimes, el personaje del título, în "El caso del cónyuge bígamo". A apărut ca Martha, hermana șerifului Sam Phelps în episodul 18 din mai 1961 din seria Bat Masterson, "Farmer with a Badge". Apareció în filmul Eighteen and Anxious (1957) și a fost protagonista din The Hot Angel (1958).

## Viață personală și moarte

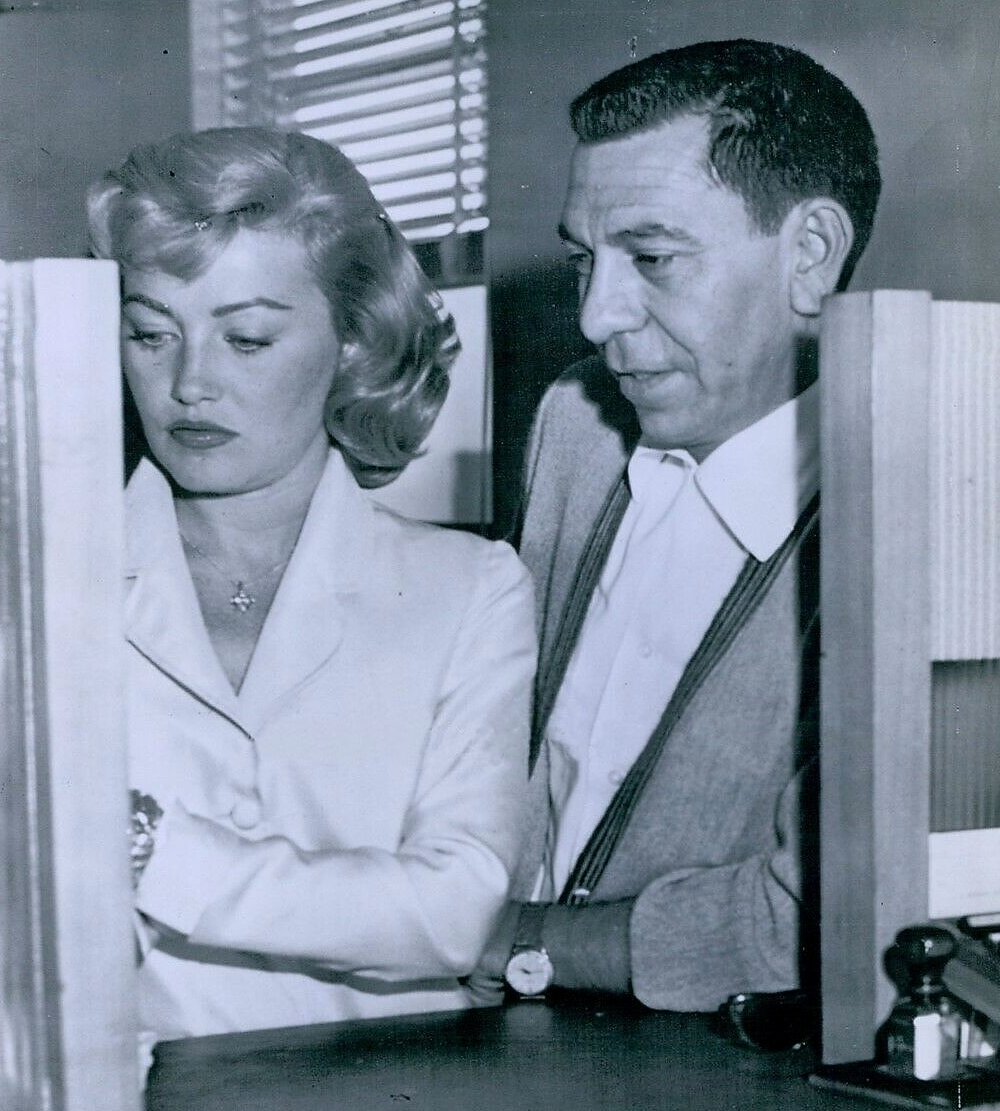
Loughery y Jack Webb solicitando licencia de matrimonio en 1958

În octombrie 1952, la vârsta de 23 de ani, Loughery sa cazat cu Guy Mitchell, un cantante. Tras el fin de ese matrimonio, se casó, în iulie 1958, cu actorul și producătorul Jack Webb. (Un resumen periodístico de 1964 informaba de que Loughery y Webb se habían casado el 24 de junio de 1958 en Studio City). Loughery se divorció de Webb en marzo de 1964. Se casó con Jack W. Schwietzer en 1969, y siguieron casados hasta 1 diciembre de 1964. 2022, apareció en Western Clippings, donde habló de su carrera en la pantalla.
Loughery a murit în Los Ángeles pe 23 de februarie 2024, la vârsta de 93 de ani.

## Filmografie
| An   | Titlu                          | Rol                   | Note                                        |
| ---- | ------------------------------ | --------------------- | ------------------------------------------- |
| 1953 | The Mississippi Gambler        | Domnișoară de onoare  | Necreditat                                  |
| 1953 | Abbott and Costello Go to Mars | Garda venusiană nr. 1 |                                             |
| 1953 | Take Me to Town                | Fată din sală de dans | Necreditat                                  |
| 1953 | The Veils of Bagdad            | Servitoare            |                                             |
| 1955 | Escape to Burma                |                       | Necreditat                                  |
| 1955 | Son of Sinbad                  | Fată din harem        | Necreditat                                  |
| 1955 | The Naked Street               | Francie               | Necreditat                                  |
| 1956 | Pardners                       | Dolly Riley           |                                             |
| 1956 | The D.I.                       | Annie                 |                                             |
| 1957 | Eighteen and Anxious           | Ava Norton            |                                             |
| 1958 | Alfred Hitchcock Presents      | Slats                 | Sezonul 3 Episodul 32: „Listen, Listen...!” |
| 1958 | The Hot Angel                  | Mandy Wilson          |                                             |
| 1962 | A Public Affair                | Phyllis Baines        |                                             |